# FK Vėtra
Der FK Vėtra war ein litauischer Fußballverein aus Vilnius. Der Verein wurde 2010 aufgrund von Zahlungsunfähigkeit aufgelöst.

## Vereinsgeschichte
Nach der Gründung am 7. Juli 1996 spielte der Verein aus Rūdiškės zunächst in einer Regionalliga und belegte nach der Saison den zehnten von zwölf Plätzen. In der nächsten Saison erreichte die Mannschaft den zweiten Platz und konnte erfolgreich um den Aufstieg in die litauische 3. Liga (vierthöchste Spielklasse des Landes) spielen. In den Folgejahren stieg die Mannschaft weiter auf, bis sie 2001 zum ersten Mal in die A Lyga kam. Dort stieg die Mannschaft nach einer Saison wieder ab.
In der Saison 2001/02 erreichte der Verein das Viertelfinale des Landespokals und konnte als Meister der 1 Lyga (zweithöchste Spielklasse) wieder den Aufstieg in die A Lyga feiern, das Erreichen des Pokalfinales und der dritte Platz in der Liga waren die sportlichen Erfolge der Folgesaison.
Im Jahr 2004 zog der Verein nach Vilnius um, das Stadion fasste zu dieser Zeit 3500 Zuschauer. Mit der Beständigkeit in der A Lyga wurde das Stadion 2005 auf 5300 Plätze erweitert, 2006 folgte ein Anbau für VIPs, so dass das Stadion 5500 Zuschauer fasste.
2005, 2007/08 sowie 2009/10 wurde erneut das Pokalfinale erreicht, in dem der Verein jedoch jeweils unterlag. In der Baltic League konnte der Verein 2007 sowie 2009/10 das Viertelfinale erreichen. 2009 gelang in der A Lyga mit dem zweiten Platz die höchste Platzierung.
2010 gab es zunächst Unregelmäßigkeiten im Lizenzierungsverfahren, zudem wurden im späteren Verlauf unbeglichene Lohnzahlungen an den ehemaligen Spieler Almir Sulejmanovič festgestellt, was jeweils zum Abzug von sechs Punkten führte. In der Sommerpause kam es aufgrund von Zahlungsunfähigkeit schließlich zum Ausschluss vom Ligaspielbetrieb und zur Auflösung des Vereins.

## Erfolge

### National
- 2003 – 3. Platz
- 2004 – 5. Platz
- 2005 – 4. Platz
- 2006 – 3. Platz
- 2007 – 5. Platz
- 2008 – 3. Platz
- 2009 – 2. Platz

### International
- 2004 –      UI-Cup, 3. Runde
- 2005 –      UI-Cup, 1. Runde
- 2006 –      UI-Cup, 1. Runde
- 2007 –      Baltic League, Viertelfinale
- 2007 –      UI-Cup, 3. Runde
- 2008/09 – UEFA-Pokal, 1. Qualifikationsrunde
- 2009/10 – UEFA Europa League, 3. Qualifikationsrunde
- 2009/10 – Baltic League, Viertelfinale

## Europapokalbilanz
| Saison  | Wettbewerb         | Runde                  | Gegner              | Gesamt    | Hin        | Rück    |
| ------- | ------------------ | ---------------------- | ------------------- | --------- | ---------- | ------- |
| 2004    | UEFA Intertoto Cup | 1. Runde               | JK Trans Narva      | 4:0       | 3:0 (H)    | 1:0 (A) |
| 2004    | UEFA Intertoto Cup | 2. Runde               | Hibernian Edinburgh | 2:1       | 1:1 (A)    | 1:0 (H) |
| 2004    | UEFA Intertoto Cup | 3. Runde               | Esbjerg fB          | 1:5       | 1:1 (H)    | 0:4 (A) |
| 2005    | UEFA Intertoto Cup | 1. Runde               | CFR Cluj            | 3:7       | 2:3 (A)    | 1:4 (H) |
| 2006    | UEFA Intertoto Cup | 1. Runde               | Shelbourne FC       | 1:5       | 1:1 (H)    | 0:4 (A) |
| 2007    | UEFA Intertoto Cup | 1. Runde               | AFC Llanelli        | (a)6:6(a) | 3:1 (H)    | 3:5 (A) |
| 2007    | UEFA Intertoto Cup | 2. Runde               | Legia Warschau      | 3:0       | 03:0 (H) 1 |         |
| 2007    | UEFA Intertoto Cup | 3. Runde               | Blackburn Rovers    | 0:6       | 0:2 (H)    | 0:4 (A) |
| 2008/09 | UEFA-Pokal         | 1. Qualifikationsrunde | Viking Stavanger    | 1:2       | 1:0 (H)    | 0:2 (A) |
| 2009/10 | UEFA Europa League | 1. Qualifikationsrunde | CS Grevenmacher     | 6:0       | 3:0 (A)    | 3:0 (H) |
| 2009/10 | UEFA Europa League | 2. Qualifikationsrunde | HJK Helsinki        | 3:2       | 0:1 (H)    | 3:1 (A) |
| 2009/10 | UEFA Europa League | 3. Qualifikationsrunde | FC Fulham           | 0:6       | 0:3 (H)    | 0:3 (A) |

Gesamtbilanz: 21 Spiele, 9 Siege, 3 Unentschieden, 9 Niederlagen, 30:34 Tore (Tordifferenz −4)

## Trainer
- Edgar Hess (2005–2006)